# 大分三神
大分三神（大分トリニータ,Oita Trinita）是一支日本足球隊，屬於日本職業足球聯賽的球隊之一。現時於日本職業足球乙級聯賽作賽。球隊的根據地位於大分縣大分市、別府市、佐伯市以及整個大分縣，主球場為大分體育公園綜合競技場。

## 簡介
球隊的名字是來自英語的trinity或意大利語的trinità，代表縣民、企業、行政三種架構。球隊設立於1994年，創立兩年，首先稱霸縣內聯賽，及後奪得九州聯賽冠軍。1996年，升上日本足球聯賽（JSL）。1999年日職聯乙級成立時，加盟日職聯。2002年奪得乙級冠軍，升往甲級作賽，2008年夺得日本联赛杯冠军并取得联赛第四名成绩，2009泛太平洋杯邀请赛中2-1胜山东鲁能夺得第三名，2009年因俱乐部经营资金拮据问题导致戰績不佳，降到乙級。

## 現役球員名單
註釋：國旗表示球員在國際足聯資格規則定義的國家隊。球員可能擁有一個以上非國際足聯國籍。
| 號碼 |          | 位置 | 球員       |
| ---- | -------- | ---- | ---------- |
| 1    | 日本     | 门将 | 清水圭介   |
| 2    | 日本     | 后卫 | 藤川祐司   |
| 4    | 日本     | 后卫 | 作田裕次   |
| 6    | 日本     | 中场 | 土岐田洸平 |
| 7    | 日本     | 中场 | 小手川弘基 |
| 8    | 日本     | 中场 | 西弘則     |
| 9    | 日本     | 前锋 | 三平和司   |
| 11   | 大韩民国 | 中场 | 崔廷漢     |
| 14   | 日本     | 中场 | 井上裕大   |
| 16   | 日本     | 门将 | 安藤永倫   |
| 18   | 大韩民国 | 前锋 | 李東明     |
| 19   | 日本     | 前锋 | 前田俊介   |

| 號碼 |                        | 位置 | 球員       |
| ---- | ---------------------- | ---- | ---------- |
| 20   | 日本                   | 前锋 | 森島康仁   |
| 21   | 日本                   | 后卫 | 刀根亮輔   |
| 22   | 日本                   | 中场 | 内田昂輔   |
| 23   | 日本                   | 门将 | 石田良輔   |
| 24   | 朝鲜民主主义人民共和国 | 中场 | 姜成浩     |
| 25   | 日本                   | 后卫 | 阪田章裕   |
| 26   | 日本                   | 后卫 | 池田達哉   |
| 27   | 日本                   | 后卫 | 松原健     |
| 32   | 日本                   | 中场 | 藤田義明   |
| 33   | 日本                   | 中场 | 幸野志有人 |
| 34   | 日本                   | 中场 | 長谷川博一 |
| 36   | 日本                   | 后卫 | 安川有     |

## 著名前球员
- 洛伦佐·史泰倫斯
- 马格诺·阿尔维斯
- Dodô（英语：Dodô (footballer, born 1974)）
- Edwin Ifeanyi
- 理查德·维茨格

## 外部連結
- 大分三神官方網站 （页面存档备份，存于）